# 拜內區
拜內區，是海地的區，位於該國南部，由东南省負責管轄，面積462.6平方公里，海拔高度296米，2015年該區人口為135,792，人口密度為每平方公里293.5人。